# 果洛玛沁机场
果洛玛沁機場（简称果洛机场），于2016年6月23日启用。位於青海省果洛州瑪沁縣大武鎮東南的草子場，距市中心5.5公里。海拔3,787.6米。
機場2008年開始選址，2012年選址通過國家民航局審查並於9月14日奠基，2013年獲國務院批准立項。
2014年9月底项目获国家发改委批复，本期工程按满足2020年旅客吞吐量8万人次、货邮吞吐量200吨的目标设计，飞行区等级指标为4C。主要建设内容包括：新建一条长3800米、宽45米的跑道和1条长241米、宽18米的垂直联络道，跑道双向设I类精密进近仪表着陆系统和灯光系统；新建3000平方米的航站楼、4个机位的站坪以及5060平方米的辅助生产生活设施；新建1座塔台和800平方米的航管楼；配套建设通信、气象、供电、给排水、供热、供冷、供气、供油、消防救援、市内基地等设施。项目总投资11.33亿元，其中，国家发改委安排中央预算内投资3.97亿元，民航局安排民航发展基金5.56亿元，其余由青海省政府安排财政性资金解决。

## 航空公司与航点
2025夏秋航季
| 航空公司           | 目的地         |
| ------------------ | -------------- |
| 中国东方航空（MU） | 西宁           |
| 西藏航空（TV）     | 西宁、成都双流 |

## 技術資料
機場為國內支線機場，屬高高原型飛機場，設計機型為A319、B737-700高原型飛機，可滿足2020年旅客吞吐量8萬人次、貨郵吞吐量200噸的設計目標。工程總投資約11.32億元人民幣。
跑道为3800x45米，道面为水泥。编号12/30，磁航向122°，302°。跑道入口标高分别为3772.4m，3787.6m
机场无主滑，有4停机位以及一座候机楼。